# Numidiere
Numidierne var berberbefolkningen i Numidien (nutidens Algeriet). Numidierne var oprindeligt et halvnomadisk folk. De migrerede hyppigt, som nomader plejer, men i visse årstider vendte de tilbage til den samme lejr. Numidierne blev med tiden mere end pastoralister og begyndte at beskæftige sig med mere urbane erhverv. Numidierne var en af de tidligste berberstammer, der handlede med karthaginske bosættere. Efterhånden som Karthago voksede, blomstrede forholdet til numidierne. Karthagos militær brugte det numidiske kavaleri som lejesoldater. Numidien leverede noget af det bedste kavaleri under den Anden Puniske Krig, og det numidiske kavaleri spillede en nøglerolle i flere slag – både tidligt i krigen som støtte til Hannibal og senere i krigen efter at have skiftet troskab til den Romerske Republik. Den numidiske kultur blomstrede mellem afslutningen af den Anden Puniske Krig og omkring den romerske erobring, med Masinissa som den første konge af et forenet Numidien.